# Operation Tumbler-Snapper
Operation Tumbler-Snapper war eine Serie von amerikanischen Kernwaffentests, die im Frühling 1952 auf der Nevada Test Site durchgeführt wurde.
Die Operation Tumbler bestand aus drei Kernwaffen, die von Flugzeugen abgeworfen wurden. Aufgrund von Anomalien bei den vorhergehenden Tests sollten genauere Informationen über die Auswirkungen der Druckwellen gewonnen werden.
In der Snapper Serie wurden fünf Kernwaffen gezündet, um verschiedene neuartige Waffenentwicklungen zu testen. Die erste Bombe der Snapper Serie wurde ebenfalls von einem Flugzeug abgeworfen, die vier weiteren wurden auf Türmen gezündet.
Während der Testserie wurde das Militärmanöver „Desert Rock IV“ mit 7350 Soldaten durchgeführt. Diese übten während der Explosionen Charlie, Dog und George und beobachteten Fox.

## Die einzelnen Tests der Tumbler-Snapper-Serie

### Operation Tumbler
| Bombe   | Datum / Zeit (GMT)       | Testgelände | Explosionshöhe        | Testart                      | Sprengkraft (vorhergesagt) | Anmerkungen |
| ------- | ------------------------ | ----------- | --------------------- | ---------------------------- | -------------------------- | --- |
| Able    | 1. April 1952 17:00 Uhr  | Area 5      | 241 Meter (793 Fuß)   | Abwurf aus einem B-50 Bomber | 1 kT                       | Waffenwirkungstest, während des Tests fanden keine Manöver statt. |
| Baker   | 15. April 1952 17:30 Uhr | Area 7      | 338 Meter (1109 Fuß)  | Abwurf aus einem B-50 Bomber | 1 kT                       | Waffenwirkungstest, der gleiche Bombentyp wurde bei dem Test Able, Jangle Sugar und Jangle Uncle verwendet. |
| Charlie | 22. April 1952 17:30 Uhr | Area 7      | 1050 Meter (3447 Fuß) | Abwurf aus einem B-50 Bomber | 31 kT (40–60 kT)           | Charlie wurde über demselben Ground Zero gezündet wie Baker und später auch Dog. Der Test war als erster der Testserie in geringem Umfang für Journalisten geöffnet („Operation SCRIBE“). Des Weiteren wurde er live im Fernsehen übertragen. |

### Operation Snapper

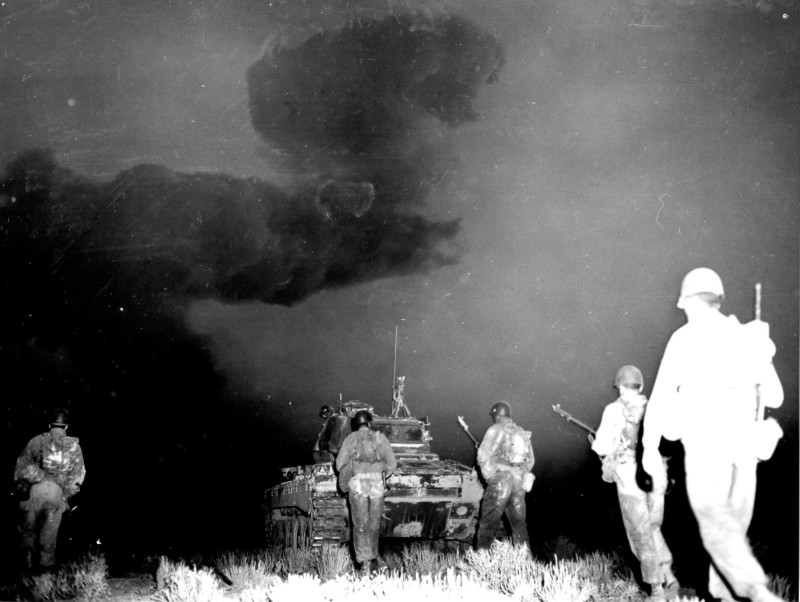
Soldaten bei der Gefechtsübung „Desert Rock IV“, während des George-Testes

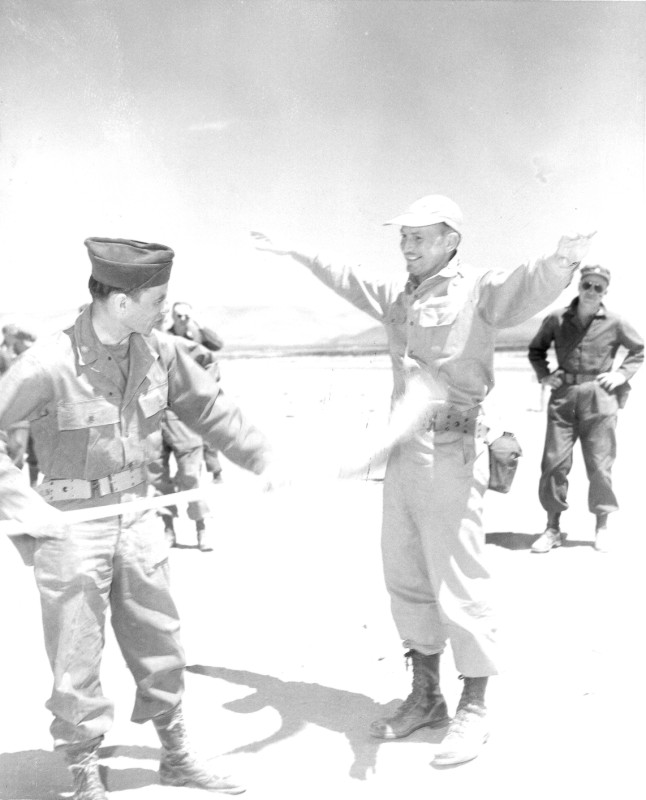
Ein Soldat wird während des Manövers „Desert Rock IV“ mit einem Besen von radioaktiven Staubpartikeln befreit.

| Bombe  | Datum / Zeit (GMT)     | Testgelände | Explosionshöhe       | Testart                      | Sprengkraft (vorhergesagt) | Anmerkungen |
| ------ | ---------------------- | ----------- | -------------------- | ---------------------------- | -------------------------- | --- |
| Dog    | 1. Mai 1952 16:30 Uhr  | Area 7      | 316 Meter (1040 Fuß) | Abwurf aus einem B-45 Bomber | 19 kT (15–20 kT)           | |
| Easy   | 7. Mai 1952 12:15 Uhr  | Area 1      | 91 Meter (300 Fuß)   | Turm                         | 12 kT                      | |
| Fox    | 25. Mai 1952 12:00 Uhr | Area 4      | 91 Meter (300 Fuß)   | Turm                         | 11 kT (15–18 kT)           | Fox testete neue Entwürfe für die Neutroneneinleitung für die Bombe Mark-5. 1450 Soldaten beobachteten die Explosion aus knapp 6,4 Kilometern Entfernung und rückten nach der Zündung näher an das Zentrum heran. Das Verteidigungsministerium umging damit die Richtlinie der Atomenergiekommission. |
| George | 1. Juni 1952 11:55 Uhr | Area 3      | 91 Meter (300 Fuß)   | Turm                         | 15 kT (30 kT)              | George sollte eigentlich auf der Nevada Test Site in der Area 2 durchgeführt werden, jedoch aufgrund von hoher Radioaktivität durch die Tests Easy und Fox wurde George in Area 3 durchgeführt. Die Militärmanöver, die für George geplant waren, wurden auf den Test How verschoben.                 |
| How    | 5. Juni 1952 11:55 Uhr | Area 2      | 91 Meter (300 Fuß)   | Turm                         | 14 kT (11 kT)              | Entwicklungstest für eine kleine, leichte Hochdruckbombe von Ted Taylor mit einem neuartigen Beryllium-Zünder. Die Strahlung im Zentrum der Bombe erreichte Werte bis zu 1500 Röntgen. |